# Miss Univers 1979
Miss Univers 1979, 28e édition du concours de Miss Univers a lieu le 20 juillet 1979, au Perth Entertainment Centre, à Perth, Australie.
Maritza Sayalero, Miss Venezuela, remporte le prix pour la première fois pour le Venezuela.

## Résultats

### Top 12
| Classement final  | Candidates |
| ----------------- | --- |
| Miss Univers 1979 | - Venezuela - Maritza Sayalero |
| 1re dauphine      | - Bermudes - Gina Swainson |
| 2e dauphine       | - Angleterre - Carolyn Seaward |
| 3e dauphine       | - Brésil - Martha Jussara da Costa |
| 4e dauphine       | - Suède - Annette Marie Ekström |
| Top 12            | - Afrique du Sud - Veronika Wilson - Belize - Sarita Diana Acosta - États-Unis - Mary Therese Friel - Allemagne - Andrea Hontschik - Écosse - Lorraine Davidson - Argentine - Adriana Virginia Álvarez - Pays de Galles - Janet Beverly Hobson |

### Scores des demi finales
| \| Pays \| Moyenne 1 \| Interview \| Maillot de bain \| Robe du soir \| Moyenne 2 \| \| -------------- \| ---------- \| ---------- \| --------------- \| ------------ \| ---------- \| \| Venezuela \| 8.461 (1) \| 9.362 (1) \| 9.135 (1) \| 9.416 (1) \| 9.305 (1) \| \| Bermudes \| 7.578 (9) \| 8.872 (2) \| 9.027 (2) \| 9.100 (2) \| 9.000 (2) \| \| Angleterre \| 8.227 (2) \| 8.671 (3) \| 8.591 (4) \| 8.936 (3) \| 8.733 (3) \| \| Brésil \| 7.715 (5) \| 8.509 (4) \| 8.764 (3) \| 8.818 (4) \| 8.697 (4) \| \| Suède \| 7.800 (4) \| 8.300 (5) \| 8.127 (7) \| 8.409 (6) \| 8.279 (5) \| \| Afrique du Sud \| 8.103 (3) \| 7.918 (10) \| 8.330 (5) \| 8.454 (5) \| 8.234 (6) \| \| Belize \| 7.654 (7) \| 8.118 (7) \| 8.279 (6) \| 8.118 (10) \| 8.172 (7) \| \| USA \| 7.676 (6) \| 8.100 (8) \| 7.709 (12) \| 8.335 (7) \| 8.048 (8) \| \| Allemagne \| 7.542 (10) \| 8.125 (6) \| 7.882 (10) \| 8.118 (10) \| 8.042 (9) \| \| Écosse \| 7.609 (8) \| 7.764 (11) \| 8.118 (8) \| 8.218 (8) \| 8.033 (10) \| \| Argentine \| 7.515 (11) \| 8.009 (9) \| 8.045 (9) \| 8.021 (12) \| 8.025 (11) \| \| Pays de Galles \| 7.345 (12) \| 7.380 (12) \| 7.818 (11) \| 8.150 (9) \| 7.783 (12) \| | Gagnante 1re dauphine 2e dauphine 3e dauphine 4e dauphine Top 12 (#) Rang |            |                 |              |            |
| Pays | Moyenne 1                                                                 | Interview  | Maillot de bain | Robe du soir | Moyenne 2  |
| Venezuela | 8.461 (1)                                                                 | 9.362 (1)  | 9.135 (1)       | 9.416 (1)    | 9.305 (1)  |
| Bermudes | 7.578 (9)                                                                 | 8.872 (2)  | 9.027 (2)       | 9.100 (2)    | 9.000 (2)  |
| Angleterre | 8.227 (2)                                                                 | 8.671 (3)  | 8.591 (4)       | 8.936 (3)    | 8.733 (3)  |
| Brésil | 7.715 (5)                                                                 | 8.509 (4)  | 8.764 (3)       | 8.818 (4)    | 8.697 (4)  |
| Suède | 7.800 (4)                                                                 | 8.300 (5)  | 8.127 (7)       | 8.409 (6)    | 8.279 (5)  |
| Afrique du Sud | 8.103 (3)                                                                 | 7.918 (10) | 8.330 (5)       | 8.454 (5)    | 8.234 (6)  |
| Belize | 7.654 (7)                                                                 | 8.118 (7)  | 8.279 (6)       | 8.118 (10)   | 8.172 (7)  |
| USA | 7.676 (6)                                                                 | 8.100 (8)  | 7.709 (12)      | 8.335 (7)    | 8.048 (8)  |
| Allemagne | 7.542 (10)                                                                | 8.125 (6)  | 7.882 (10)      | 8.118 (10)   | 8.042 (9)  |
| Écosse | 7.609 (8)                                                                 | 7.764 (11) | 8.118 (8)       | 8.218 (8)    | 8.033 (10) |
| Argentine | 7.515 (11)                                                                | 8.009 (9)  | 8.045 (9)       | 8.021 (12)   | 8.025 (11) |
| Pays de Galles | 7.345 (12)                                                                | 7.380 (12) | 7.818 (11)      | 8.150 (9)    | 7.783 (12) |

## Prix spéciaux
| Prix                      | Candidates                                                                                        |
| ------------------------- | ------------------------------------------------------------------------------------------------- |
| Meilleur costume national | - Uruguay - Elizabeth Busti - Brésil - Martha Jussara da Costa - Afrique du Sud - Veronica Wilson |
| Miss Congénialité         | - Japon - Yurika Kuroda                                                                           |
| Miss Photogénique         | - Angleterre - Carolyn Seaward                                                                    |

### Ordre d'annonce des finalistes

#### Top 12
1. Pays de Galles
2. Bermudes
3. Brésil
4. Afrique du Sud
5. États-Unis
6. Belize
7. Argentine
8. Angleterre
9. Allemagne
10. Écosse
11. Venezuela
12. Suède

#### Top 5
1. Venezuela
2. Suède
3. Bermudes
4. Angleterre
5. Brésil

## Candidates
- Antigua-et-Barbuda – Elsie Maynard
- Argentine – Adriana Virginia Álvarez
- Aruba – Lugina Liliana Margareta Vilchez
- Australie – Kerry Dunderdale
- Autriche – Karin Zorn
- Bahamas – Lolita Louise Ambrister
- Barbade – Barbara Bradshaw
- Belgique – Christine Linda Bernadette Cailliau
- Belize – Sarita Diana Acosta
- Bermudes – Gina Ann Cassandra Swainson
- Bolivie  – María Luisa Rendón
- Bophuthatswana – Alina Moeketse
- Brésil – Martha Jussara da Costa
- Îles Vierges britanniques – Eartha Ferdinand
- Canada – Heidi Quiring
- Chili – María Cecilia Serrano Gildemeister
- Colombie – Ana Milena Parra Turbay
- Costa Rica – Carla Facio Franco
- Danemark – Lone Gladys Joergensen
- République dominicaine – Viena Elizabeth García Javier
- Équateur – Margarita Plaza
- El Salvador – Judith Ivette López Lagos
- Angleterre – Carolyn Ann Seaward
- Fidji – Tanya Whiteside
- Finlande – Päivi Uitto
- France – Sylvie Parera
- Allemagne – Andrea Hontschik
- Grèce – Katia Koukidou
- Guam – Marie Cruz
- Guatemala – Michelle Marie Domínguez Santos
- Pays-Bas – Eunice Bharatsingh
- Honduras – Gina Maria Weidner Cleaves
- Hong Kong – Olivia Chang Man-Ai
- Islande – Halldora Björk Jonsdóttir
- Inde – Swaroop Sampat
- Irlande – Lorraine Marion O'Conner
- Israël – Vered Polgar
- Italie – Elvira Puglisi
- Japon – Yurika Kuroda
- Corée du Sud – Jae-hwa Seo
- Malaisie – Irene Wong Sun Ching
- Malte – Dian Borg Bartolo
- Mauritius – Marie Chanea Allard
- Mexique – Blanca María Luisa Díaz Tejeda
- Nouvelle-Zélande – Andrea Karke
- Mariannes du Nord – Barbara Torres
- Norvège – Unni Margrethe Öglaend
- Panama – Yahel Cecile Dolande
- Papouasie-Nouvelle-Guinée – Molly Misbut
- Paraguay – Patricia Lohman Bernie
- Pérou – Jacqueline Brahm
- Philippines – Criselda Flores Cecilio
- Portugal – Marta Maria Mendoça de Gouveia
- Porto Rico – Teresa López
- La Réunion – Isabelle Jacquemart
- Saint Kitts – Cheryl Chaderton
- Saint-Vincent-et-les-Grenadines – June de Nobriga
- Écosse – Lorraine Davidson
- Singapour – Elaine Tan Kim Lian
- Afrique du Sud – Veronica Wilson
- Espagne – Gloria María Valenciano Rijo
- Sri Lanka – Vidyahari Vanigasooriya
- Surinam – Sergine Lieuw-A-Len
- Suède – Annette Marie Ekström
- Suisse – Birgit Krahl
- Tahiti – Fabienne Tapare
- Thaïlande – Wongduan Kerdpoom
- Transkei – Lindiwe Bam
- Trinité-et-Tobago – Marie Noelle Diaz
- Turquie – Fusin Tahire Dermitan
- Uruguay – Elizabeth Busti
- États-Unis – Mary Therese Friel
- Îles Vierges américaines – Linda Torres
- Venezuela – Maritza Sayalero Fernández
- Pays de Galles – Janet Beverly Hobson

### Scores maillots de bain
- 8.673 Venezuela
- 8.382 Angleterre
- 8.218 Afrique du Sud
- 7.936 Belize
- 7.899 Suède
- 7.791 Pays de Galles
- 7.773 Brésil
- 7.600 Uruguay
- 7.591 Singapour
- 7.582 Autriche
- 7.564 Écosse
- 7.536 Allemagne
- 7.491 Hollande
- 7.455 Portugal
- 7.445 Bermudes
- 7.418 Réunion
- 7.418 Espagne
- 7.409 Pérou
- 7.400 Suisse
- 7.373 États-Unis
- 7.173 France
- 7.141 Hong Kong
- 7.127 Australie
- 7.127 St. Vincent
- 7.077 Finlande
- 6.991 Denmark
- 6.945 Colombie
- 6.936 Argentine
- 6.873 Costa Rica
- 6.845 Mexique
- 6.818 Canada
- 6.809 Bophuthatswana
- 6.800 Japon
- 6.736 République dominicaine
- 6.727 Nouvelle-Zélande
- 6.718 Irlande
- 6.718 Sri Lanka
- 6.655 Malte
- 6.636 Norvège
- 6.627 Chili
- 6.563 Trinité-et-Tobago
- 6.555 Barbade
- 6.545 Israël
- 6.545 Porto Rico
- 6.536 Honduras
- 6.518 Malaisie
- 6.473 Suriname
- 6.439 Corée
- 6.427 Philippines
- 6.409 Guatemala
- 6.309 Turquie
- 6.291 Thaïlande
- 6.286 Paraguay
- 6.209 Belgique
- 6.155 Bolivie
- 6.127 Grèce
- 6.118 Islande
- 6.109 Guam
- 6.091 El Salvador
- 6.082 Inde
- 6.068 Italie
- 6.064 Aruba
- 5.982 Bahamas
- 5.882 Tahiti
- 5.791 Equateur
- 5.727 Panama
- 5.727 Îles Vierges des États-Unis
- 5.641 Îles Mariannes du Nord
- 5.591 Transkei
- 5.582 Antigua
- 5.582 Fidji
- 5.545 Île Maurice
- 5.364 Îles Vierges britanniques
- 5.355 Papouasie-Nouvelle-Guinée

## Juges
- Ita Buttrose
- Lana Cantrell
- Yves Cornassiere
- Don Galloway
- Apasra Hongsakula
- Julio Iglesias
- Tony Martin
- Robin Moore
- Rossana Podestà
- Anne Marie Pohtamo
- Constance Towers